# Freddie Foxxx Is Here
Albums de Freddie Foxxx
Industry Shakedown
(2000)
Freddie Foxxx Is Here est le premier album studio de Freddie Foxxx, sorti en 1989.

## Liste des titres
| No  | Titre                          | Auteur         | Contient un (des) sample(s) de                                                     | Durée |
| --- | ------------------------------ | -------------- | ---------------------------------------------------------------------------------- | ----- |
| 1.  | The Master                     | James Campbell |                                                                                    | 3:23  |
| 2.  | Somebody Else Bumped Your Girl | J. Campbell    |                                                                                    | 5:02  |
| 3.  | The Ladies Jam                 | J. Campbell    | Escape-Ism de James Brown                                                          | 4:32  |
| 4.  | Forever                        | J. Campbell    |                                                                                    | 5:07  |
| 5.  | Stop, Look and Listen          | J. Campbell    |                                                                                    | 4:05  |
| 6.  | Serious                        | J. Campbell    |                                                                                    | 5:23  |
| 7.  | Ain't No Sunshine              | B. Withers     |                                                                                    | 4:24  |
| 8.  | Keep Doin' It Like This        | J. Campbell    | Breakin' Bread de Fred & the New J.B.'s La Di Da Di de Doug E. Fresh et Slick Rick | 4:28  |
| 9.  | Busted                         | J. Campbell    | UFO d'ESG                                                                          | 4:18  |
| 10. | Make 'Em Feel It               | J. Campbell    |                                                                                    | 5:13  |
| 11. | Freddie Foxxx Is Here          | J. Campbell    |                                                                                    | 4:01  |
| 12. | I'm Ready                      | J. Campbell    |                                                                                    | 5:26  |